# Thompson (Nowy Jork)
Thompson – miasto w Stanach Zjednoczonych, w stanie Nowy Jork, w hrabstwie Sullivan.